# Acanthopsis scullyi
Acanthopsis scullyi är en akantusväxtart som först beskrevs av Spencer Le Marchant Moore, och fick sitt nu gällande namn av Anna Amelia Obermeyer. Acanthopsis scullyi ingår i släktet Acanthopsis och familjen akantusväxter. Inga underarter finns listade i Catalogue of Life.